# Велика долина (Сватівський район)
Велика долина — ботанічна пам'ятка природи поблизу села Коноплянівка Білокуракинського району Луганської області України. Оголошена рішенням Луганської обласної Ради народних депутатів № 5/9 від 24 лютого 1995 року. Площа ботанічної пам'ятки становить 6 га. Мальовнича степова ділянка на корінному схилі річки Борової. В проєкції на площину ділянка має площу трикутника. Зі сходу межує з лісосмугою, за якою починаються орні землі. Місце зростання видів рослин з Червоної книги України — півонії тонколистої і сону чорніючого. Землі об'єкту знаходяться у віданні Дем'янівської сільської ради.